# Claudius Jacquand
Claudius Jacquand, nom d’artiste de Claude Jacquand, né le 11 décembre 1803 à Lyon et mort le 2 avril 1878 à Paris (8e arrondissement), est un peintre français.

## Biographie
Issu d'un milieu artisanal (son père était peignier), Claudius Jacquand étudie la peinture à l'École des beaux-arts de Lyon auprès de Fleury Richard. Il se lie d'amitié avec ce dernier ainsi que Simon Saint-Jean et Auguste Flandrin. À la suite du décès de sa mère en 1836, il s'installe définitivement à Paris. Il y figure régulièrement jusqu'en 1875, et y obtient une médaille de 1re classe en 1836.
Il se spécialise dans les scènes d'Histoire, les scènes de genre et les sujets religieux, et réalisa également quelques portraits. Peintre prolifique, il est l'auteur de nombreux tableaux de facture très académique.
Claudius Jacquand bénéficie d'une reconnaissance officielle significative, marquée par de nombreuses commandes publiques, notamment pour le musée de l'Histoire de France du château de Versailles, et est fait chevalier de la Légion d'honneur le 5 mai 1839.
Il expose au Salon de Bruxelles de 1839 et obtient une médaille d'or pour Le jeune Gaston dit l'Ange de Foi, un tableau d'histoire. Il lui est décerné la grande médaille d'or de l'exposition de la Haye en 1841.
Son père meurt à Lyon le 7 octobre 1841 en lui laissant en héritage plusieurs propriétés, ce qui accroît la fortune du peintre et lui permet de prétendre plus aisément à un mariage aristocratique.
Le 10 juillet 1843, il épouse à Émeringes, Lydia de Forbin, veuve du vicomte Alexandre Paul de Pinelli, et fille d'Auguste de Forbin. Il enseigne la peinture à son beau fils Auguste de Pinelli,.
Il devient maire d'Émeringes en janvier 1844. À cette époque, il vit au château d'Émeringes, et à Paris où il fait construire un hôtel particulier.
Lors du Salon de 1845, Jacquand est toutefois critiqué par Charles Baudelaire, qui le qualifie de peintre de « vingtième qualité ».
À la suite de la Révolution française de 1848, les revenus de Jacquand s’amenuisent : il est contraint de trouver un emploi pour s'assurer un revenu stable. Il tente d'obtenir la place de directeur au musée de Versailles, mais sa candidature est un échec.
Les Jacquand déménagent à Boulogne-sur-Mer en janvier 1852 et vendent leur propriété d'Émeringes afin de s'installer confortablement dans leur nouvelle demeure. Contraint de revenir à Paris en 1856, le couple connaît à nouveau de rudes problèmes financiers ; Lydia meurt le 31 décembre 1863. Claudius Jacquand continue d'exposer régulièrement malgré un succès faiblissant, et meurt le 2 avril 1878. Ses obsèques ont lieu à l'église Saint-Philippe-du-Roule.
Il a eu pour élèves Albert Aublet et Paul Gallard-Lépinay.

## Œuvres
Liste, non exhaustive, des tableaux de Claudius Jacquand :
- Thomas More, grand chancelier d'Angleterre
- Pérugin peignant pour des moines à Pérouse
- Le Jeune Gaston, dit l'Ange de Foix
- Les Adieux de Cinq-Mars à Marie d'Entraigues ou Le Baiser du départ
- Cinq-Mars rendant son épée à Louis XIII
- Mort du connétable de Montmorency
- Comminge
- Vert-Vert
- La vie ascétique, huile sur toile présentée au salon en 1840, Abbaye Saint-Pierre du Vigeois
- Un soldat soigné par une religieuse dans un cloître, 1822, musée des Beaux-Arts de Lyon
- Le général Bonaparte soignant le nègre Domingo son serviteur tombé malade à Nice, Musée Massena à Nice.

## Collections publiques
- Musée de l'Histoire de France du château de Versailles
- Musée du Louvre
- Musée des beaux-arts de Lyon
- Musée d'arts de Nantes
- Musée du monastère royal de Brou à Bourg-en-Bresse
- Musée Rolin, Autun
- Musée national du château de Compiègne
- Musée des beaux-arts de Dijon
- Musée Magnin, Dijon
- Musée des beaux-arts de Dole
- Musée de la Chartreuse de Douai
- Palais des beaux-arts de Lille
- Musée de la lunette de Morez
- Musée des beaux-arts de Rennes
- Musée des beaux-arts de Rouen
- Musée de la Princerie à Verdun
- Musée Masséna à Nice.

Œuvres de Claudius Jacquand
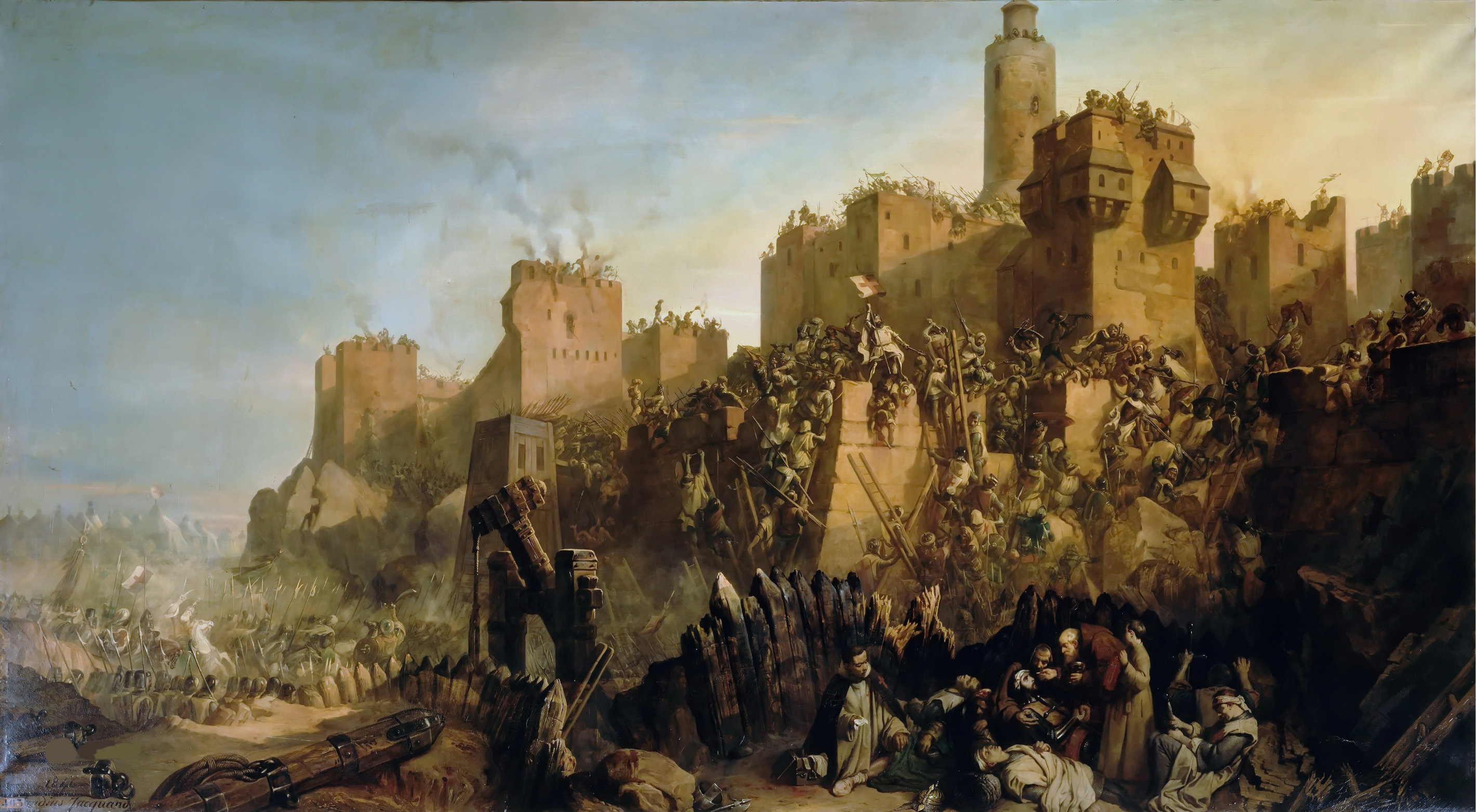
Jacques de Molay, Grand Maitre de l'Ordre du Temple, prend Jérusalem en 1299 (1846), musée de l'Histoire de France, château de Versailles.
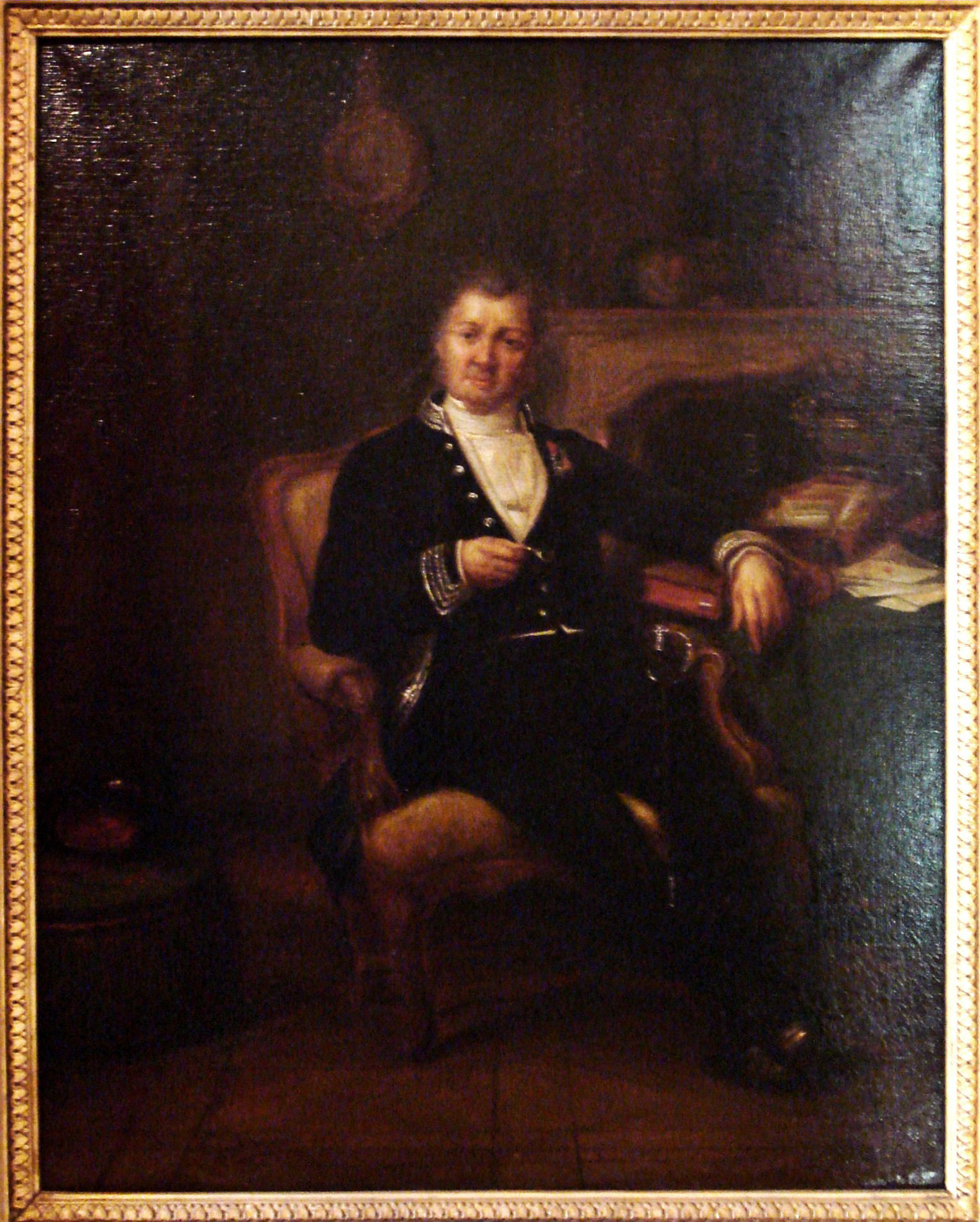
Portrait de l'Amiral Duperré (1855), musée d'Orbigny Bernon, La Rochelle.
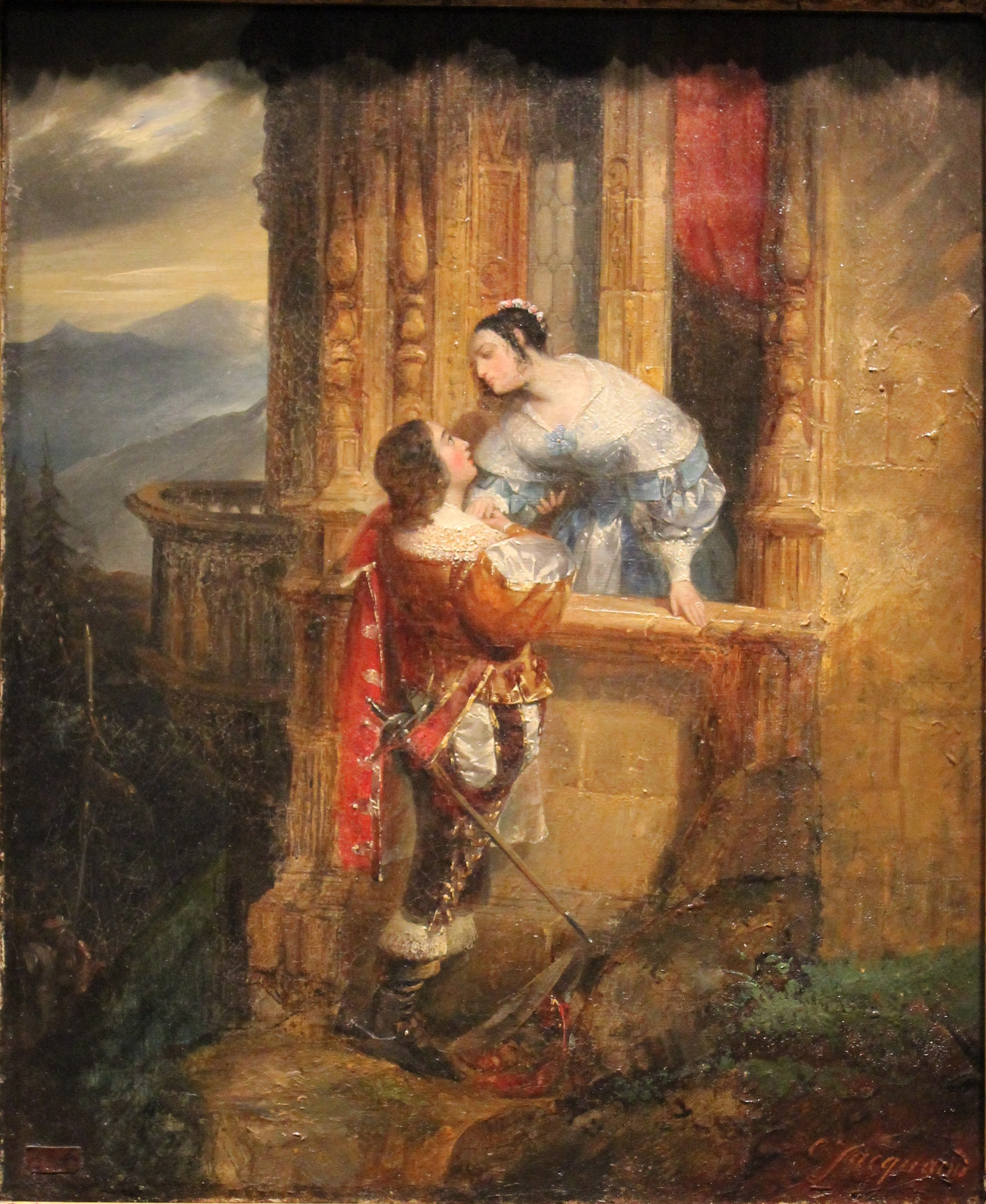
Les adieux de Cinq-Mars à Marie d'Entraigues ou le Baiser du départ de Claudius Jacquand (1836).
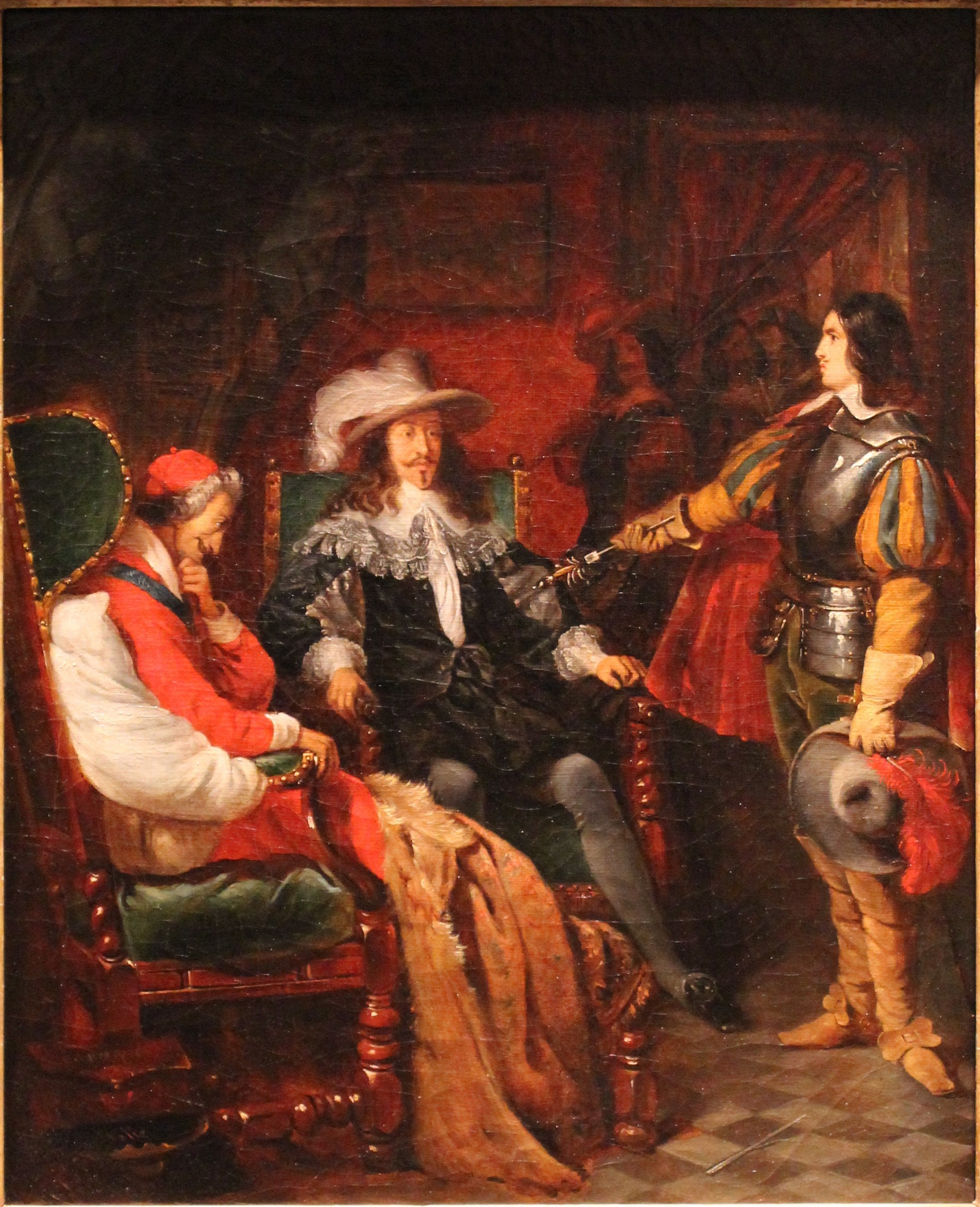
Cinq-Mars rendant son épée à Louis XIII (1836-37).
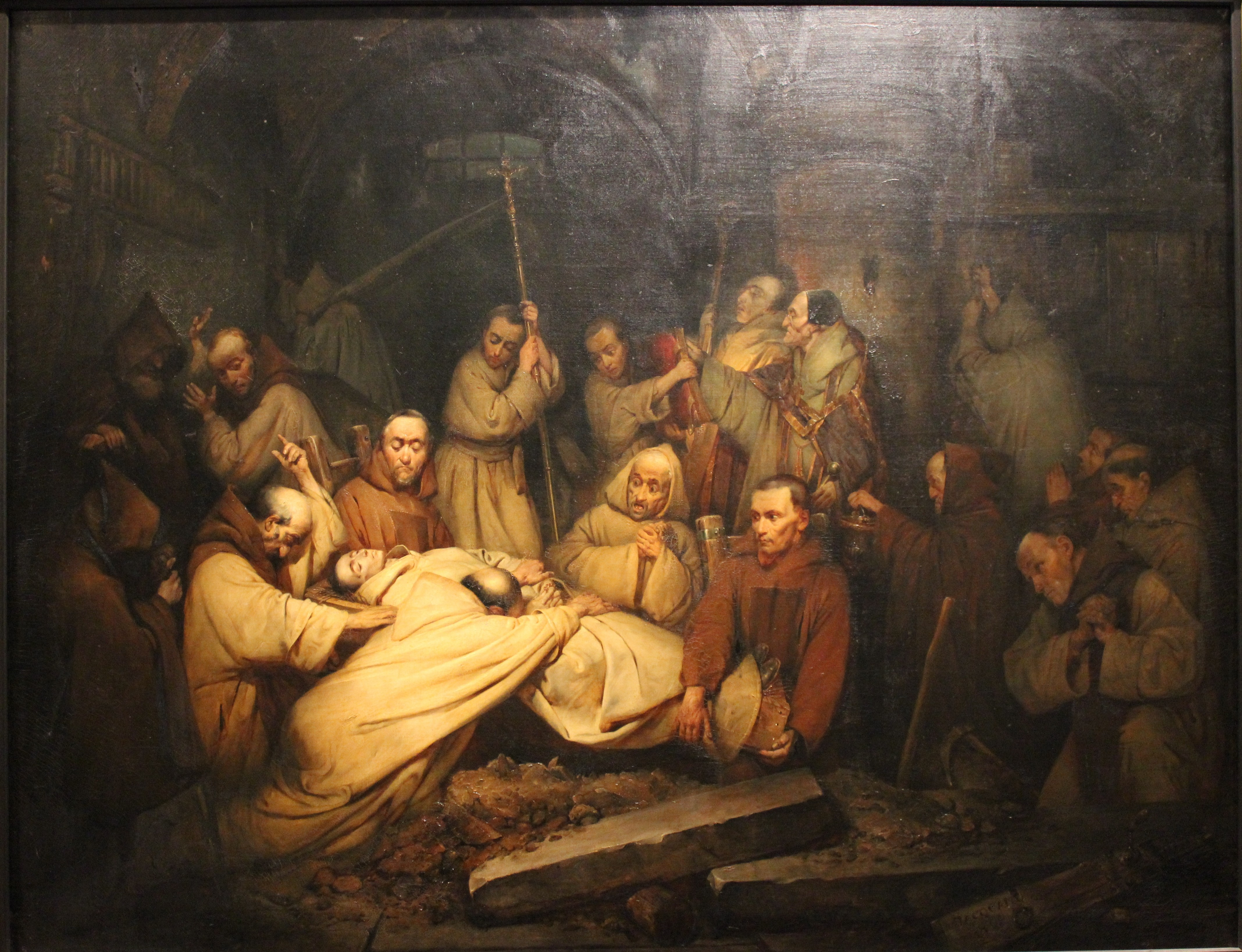
Comminge de Claudius Jacquand (1836).
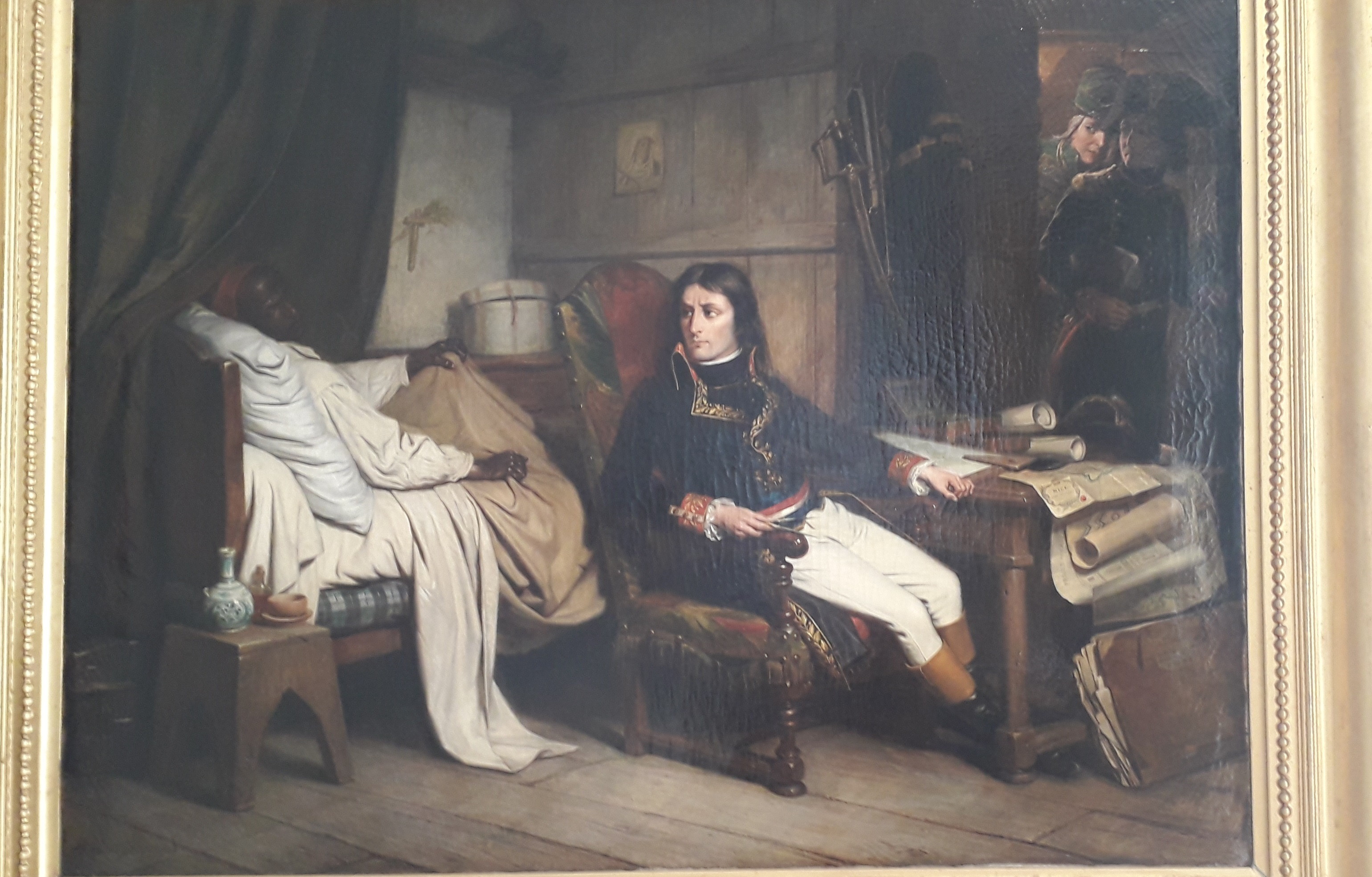
Le général Bonaparte soignant le nègre Domingo son serviteur tombé malade à Nice.
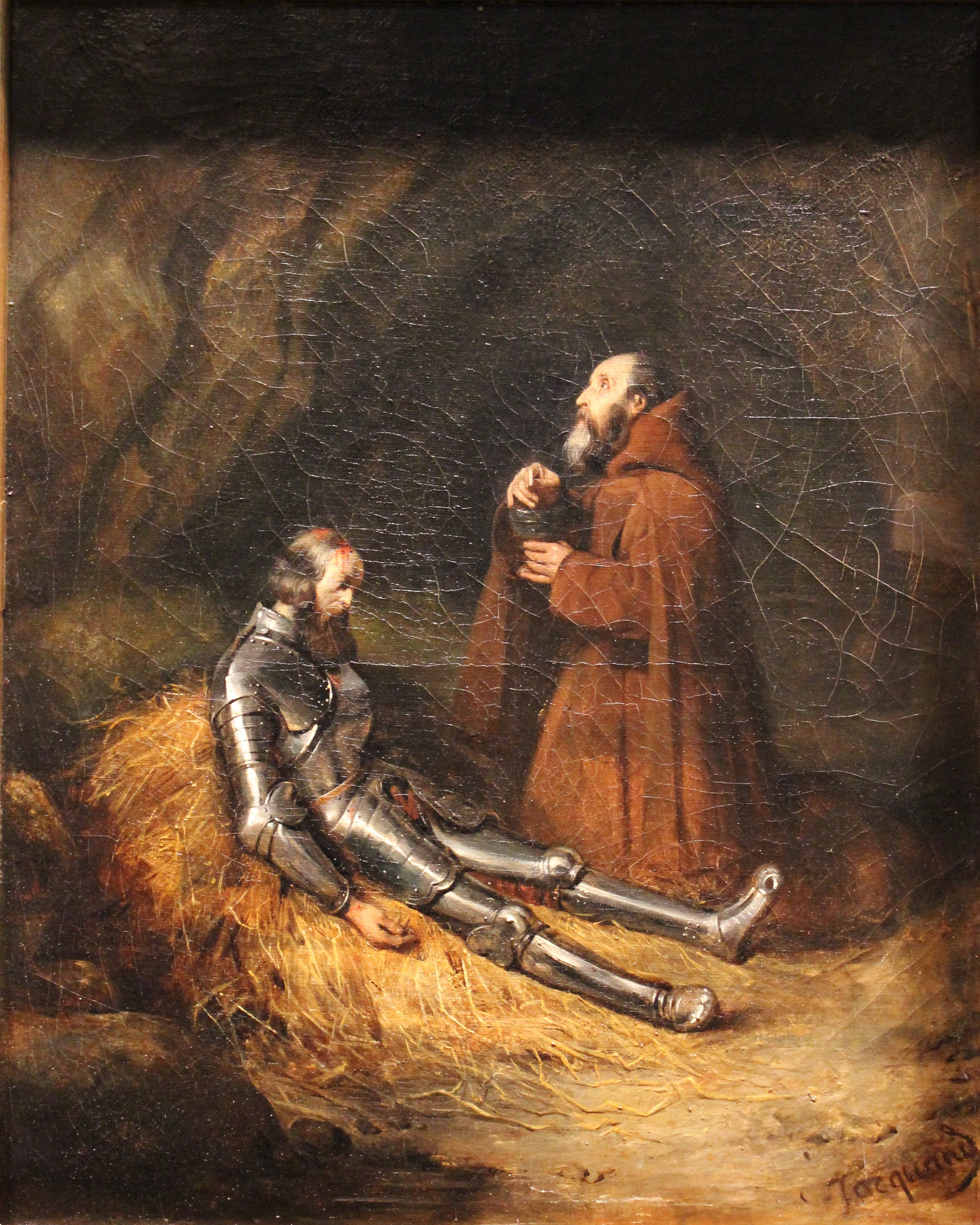
Mort du connétable de Montmorency de Claudius Jacquand.

## Honneur
Claudius Jacquand est :
- Chevalier de l'ordre de Léopold (Belgique, 1842)[9].